# Multiómica
La multiómica es una disciplina de la biología molecular que busca integrar las distintas ómicas existentes - como la genómica, la transcriptómica, la proteómica, la metabolómica o la epigenómica - para estudiar en detalle los sistemas biológicos.
En base a esta idea, en investigación se utilizan distintas tecnologías ómicas simultáneamente sobre una misma muestra biológica, permitiendo analizar conjuntamente los datos de cada una para poder caracterizar los mecanismos de los procesos biológicos que tienen lugar en ella.

## Desarrollo histórico

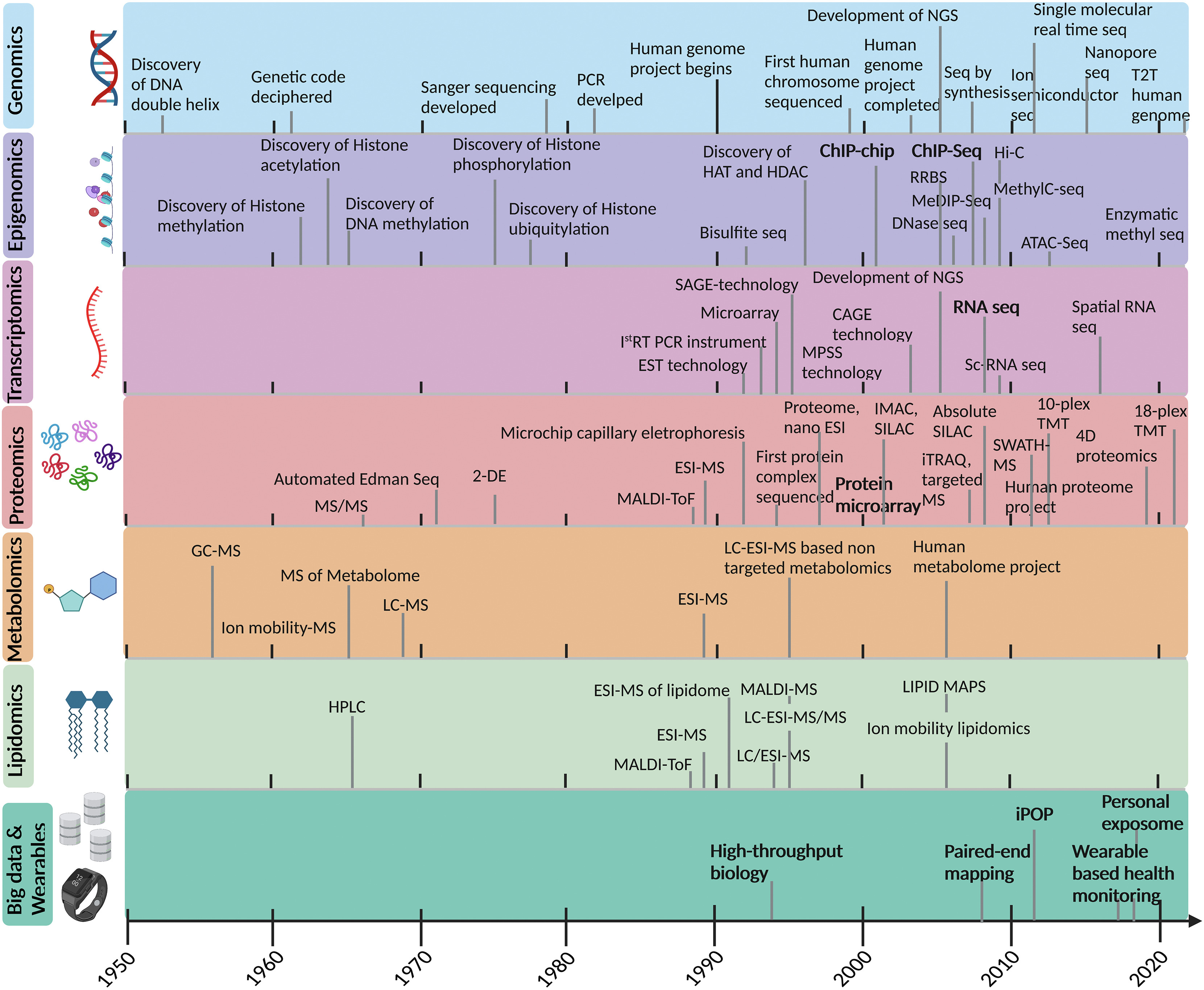
Principales avances tecnológicos y científicos que impulsaron el estudio de las distintas ómicas desde 1950.

El desarrollo de las tecnologías ómicas parte de los avances en biología molecular durante el siglo XX, en particular tras el descubrimiento de la estructura de doble hélice del ADN en 1953. Desde entonces, el descubrimiento y optimización de tecnologías como la secuenciación de ácidos nucleicos, la reacción en cadena de la polimerasa (PCR, por sus siglas en inglés Polymerase Chain Reaction), o las distintas variedades espectrometría de masas y cromatografía líquida, han permitido estudiar en detalle las principales estructuras moleculares que conforman los organismos.

## Principales tecnologías multiómicas
Las principales tecnologías ómicas empleadas en estudios multiómicos son: 
- Secuenciación paralela masiva (NGS, por sus siglas en inglés Next-Generation Sequencing).
  - Secuenciación del ARN: se utiliza en el estudio del transcriptoma.
  - Secuenciación del ADN: se utiliza en el estudio del genoma.
  - Ensayo de la cromatina accesible a transposasa con secuenciación de alto rendimiento (ATAC-Seq, por sus siglas en inglés Assay for Transposase-Accessible Chromatin using Sequencing): se utiliza en el estudio del epigenoma.
  - Inmunoprecipitación de la cromatina acoplada a secuenciación (ChIP-Seq, por sus siglas en inglés Chromatin Immunoprecipitation Sequencing): se utiliza en el estudio del epigenoma.
- Microarrays: se utiliza en el estudio del genoma, transcriptoma y proteoma.
- Espectrometría de masas: se utiliza en el estudio del proteoma y el metaboloma.
- Cromatografía de gases-espectrometría de masas (GC-MS, por sus siglas en inglés Gas Chromatography-Mass Spectrometry): se utiliza en el estudio del metaboloma.
- Cromatografía líquida-espectrometría de masas (LC-MS, por sus siglas en inglés Liquid Chromatography-Mass Spectrometry): se utiliza en el estudio del metaboloma.
- Resonancia magnética nuclear (RMN): se utiliza en el estudio del metaboloma.

### Ensayos de célula única
Los ensayos de célula única permiten estudiar distintos tipos de moléculas de forma detallada en cada célula de un tejido por individual -como, por ejemplo, en la secuenciación de células individuales-. En el caso de los estudios multiómicos de célula única, estos conllevan el estudio de distintas ómicas en una misma célula de forma simultánea, permitiendo caracterizar específicamente cada tipo celular mediante la observación de las distintas estructuras moleculares que la conforman. A los datos multiómicos de célula única que provienen específicamente de la misma célula se les denomina también multimodales.

## Herramientas para el análisis de datos multiómicos
Debido al gran número de datos generados por las nuevas tecnologías y a la creciente necesidad de procesar esta información, los campos de la bioinformática y la biología computacional han crecido exponencialmente y se encuentran en continuo desarrollo.

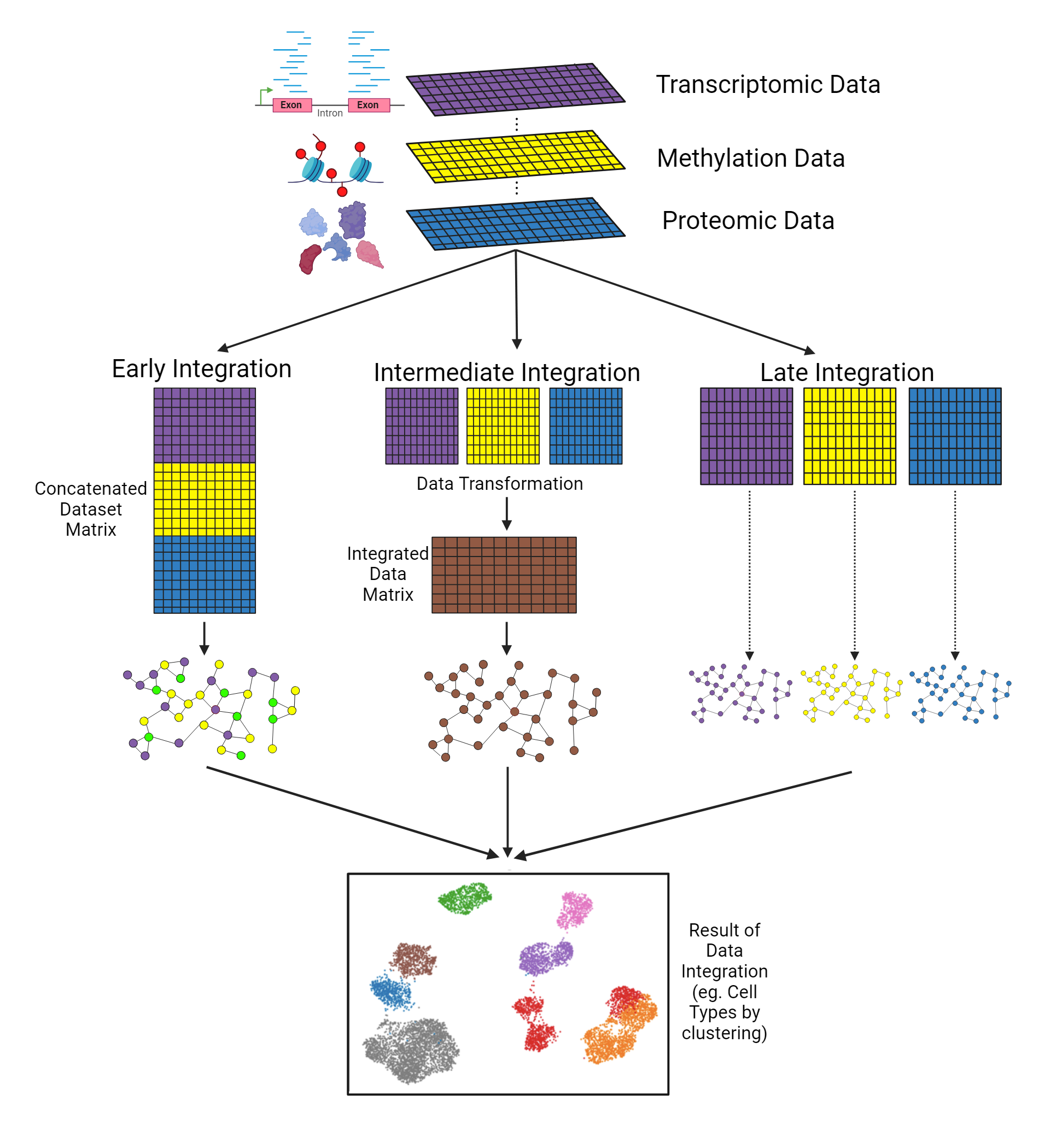
Proceso de integración de distintas tecnologías ómicas en ensayos de célula única.

En este campo de análisis bioinformático podemos encontrar múltiples plataformas y programas especializados de libre acceso que permiten integrar y analizar de forma específica los datos procedentes de las distintas tecnologías ómicas. Entre ellos destaca el proyecto Bioconductor, desarrollado en el lenguaje de programación R, que ofrece un extenso repertorio de paquetes destinados al análisis bioinformático. Entre los paquetes desarrollados específicamente para análisis multiómicos se encuentran:
- MOVICS: integración y visualización multiómica en la clasificación de subtipos de cáncer.[7]
- timeOmics: integración longitudinal de datos multiómicos.[8]
- ChromoMap: visualización interactiva de datos multiómicos y anotación de cromosomas.[9]
- MultiAssayExperiment: integración de experimentos multiómicos.[10]
- IMAS: evaluación de los procesos de splicing alternativo a partir de datos multiómicos.[11]
- mixOmics: selección e integración de múltiples datos ómicos.[12]
- MultiDataSet: integración de datos ómicos procedentes de múltiples conjuntos de datos.[13]
- bioCancer: visualización y análisis interactivos de datos multiómicos procedentes de muestras de cáncer.[14]

## Aplicaciones

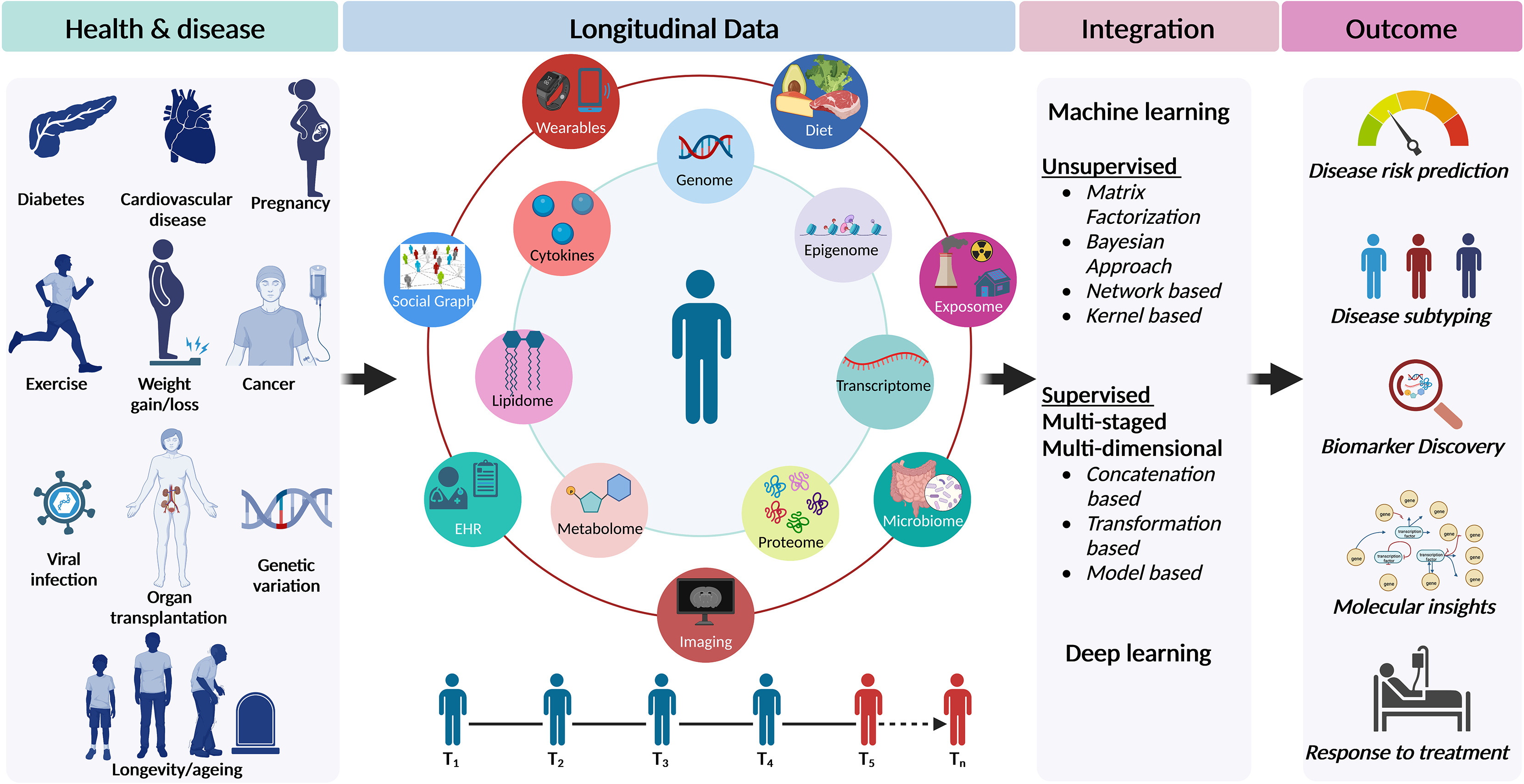
Avances en la medicina de precisión permiten obtener datos más precisos que junto al aprendizaje automático (en inglés machine learning) ayudan a caracterizar y mejorar la prevención y el tratamiento de enfermedades.

Las tecnologías ómicas en el contexto de la integración multiómica poseen una gran variedad de aplicaciones científicas e industriales a través de campos muy diversos, tales como la biomedicina, la agricultura o las ciencias ambientales. 
Dentro del campo de la biomedicina, las tecnologías multiómicas permiten caracterizar los mecanismos subyacentes de diversas enfermedades, ayudando al descubrimiento de biomarcadores clave para su prevención o para el desarrollo de nuevos fármacos, a la vez que constatan la importancia y utilidad de la medicina de precisión en una sociedad que presenta una aparición de nuevas patologías influenciadas por el estilo de vida y el medio ambiente.
En el campo de la agricultura, las tecnologías multiómicas permiten estudiar la fisiología vegetal de distintos cultivos para generar y favorecer, a través de la biotecnología agrícola, nuevas variedades resistentes a condiciones climáticas adversas.
En el campo de las ciencias ambientales, las tecnologías ómicas permiten el estudio de distintas poblaciones de microorganismos y su papel en la biorremediación de contaminantes ambientales como estrategia de baja coste tolerable para el medio ambiente.